# Правила на Хюм-Ротъри
Правилата на Хюм-Ротъри са формулирани от английския металовед Уилиам Хюм-Ротъри и определят способността на металите да образуват твърди разтвори с други метали или неметали.

## За твърди разтвори чрез заместване
- Разтворимостта на елементите е възможна, ако имат еднакви кристални решетки;
- Образуването на твърд разтвор е възможно, ако разликата между атомните радиуси на разтварящия и разтваряния елемент не се различават повече от 15%;
- Максимална разтворимост се наблюдава, ако разтварящият и разтвореният елемент имат еднаква валентност;
- Металите с по-ниска валентност се стремят да се разтворят в метали с по-висока валентност;
- Елементите трябва да имат близка електроотрицателност, не повече от 0,2 - 0,4. При по-големи разлики образуват интерметални съединения.

## За твърди разтвори чрез внедряване
- Атомният радиус на разтворения елемент да бъде по-малък от размера на празнините в кристалната решетка на разтворителя, но по-голям от най-малката празнина (с формата на тетраедър), т.е.

{\displaystyle ~0.25\cdot {r_{solvent}}\leq {r_{solute}}\leq 0.59\cdot {r_{solvent}}}
където solvent е разтворителя, а solute е разтворимото вещество,
- Двата елемента трябва да имат близка електроотрицателност.